# 小海 (月球)
小海（Mare Parvum）是月球表面的一个区域，位于月球正面边沿处。它最有可能是孟德尔-里德伯盆地的中部月海，但该名称未被国际天文联合会列入所编制的月球表面现代地貌特征正式名录中。

## 词源
小海一名由德国天文学家尤利乌斯·海因里希·弗朗茨所引入，首次出现于1913年发表的法文版第1348-1350号名录中。
1935年由布莱格和穆勒发表的国际天文联合会首次正式月表对象名单中，被列入第2257a条目。
1961年杰拉德·彼得·柯伊伯发表的最新月球对象名录中，小海被除名。